# Огиенко-Оливье, Лилия Александровна
Лилия Александровна Огиенко-Оливье (род. 25 ноября 1946, Луцк, Украинская ССР) — украинская и французская кинорежиссёр, сценарист, актриса.

## Биография
Родилась в семье инженера. Окончила сценарно-киноведческий факультет Всесоюзного государственного института кинематографии (1971) и аспирантуру Института истории искусств АН СССР (1975).
Преподавала киномонтаж в Киевском государственном институте театрального искусства им. И. Карпенко-Карого, была редактором студии «Укркинохроника» (1975—1982).
С 1982 года работает кинорежиссёром в Париже.
Много делает для пропаганды украинского кино за границей (в Берлинском, Марсельском, Роттердамском кинофестивалях документального кино).
Член Национального Союза кинематографистов Украины и Французского союза авторов масс-медиа.
Бывшая жена кинорежиссёра Рустама Хамдамова.

## Фильмография
Соавтор сценария (с М. Волоцким) документального фильма «Маланкина свадьба» ("Маланчине весілля", 1979, реж. А. Коваль. Серебряный приз на кинофестивале в Лейпциге).
Создала документальные кинокартины:
- «Летние ночи» (1988)
- «Хранилище» (Серебряный приз фестиваля исторического фильма 1989 г. во Франции)
- «Внебрачные дети Антона Веберна» (Главный приз фестиваля в Лувре, Специальный приз жюри Международного кинофестиваля в Берлине, приз «За свободу творческого выражения» Международного фестиваля в Монреале, 1993).

Снялась в фильмах:
- «Дворянское гнездо» (1969, Мосфильм, А. Кончаловский; княжна Гагарина)
- «Спорт, спорт, спорт» (1970, Мосфильм, реж. Е. Климов)
- «Гость» (1980, к/м, Одесская киностудия, реж. И. Минаев; Марина)
- «Серебряный горизонт»
- «Действующие лица и исполнители»
- «Анна Карамазофф» (1991, реж. Г. Хамдамов, Россия—Франция)
- «Охота на бабочек» (1992, реж. А. Иоселиани, Италия—Германия—Франция) и др.